# (49345) 1998 WH4
1998 دابليو إتش 4 (ويعرف أيضًا باسم (49345) 1998 دابليو إتش 4 وفق تسمية الكوكب الصغير) (بالإنجليزية: 1998 WH4)‏ هو كويكب ضمن حزام الكويكبات؛ وترتيبه 49345 من حيث الاكتشاف.
اكتُشف هذا الجُرم الفلكي بواسطة هيروشي كانيدا في 18 نوفمبر 1998.

## وصلات خارجية
- (49345) 1998 WH4 في قاعدة بيانات مختبر الدفع النفاث لأجرام النظام الشمسي الصغيرة

- الاكتشاف · مخطط المدار ·  العناصر المدارية · المعلمات المادية

- (49345) 1998 WH4 على موقع ويكي سكاي: DSS2, SDSS, GALEX, IRAS, Hydrogen α, X-Ray, Astrophoto, Sky Map, Articles and images